# VA-30 (Spanje)

De VA-30

De VA-30 of Ronda Exterior de Valladolid  is een autovía in Castilië-León. De stadssnelweg is 21,6 kilometer lang en verbindt de A-62 en A-601 met elkaar als ringweg om Valladolid.